# Victor Hartwall
Victor Hartwall, född 27 oktober 1800 i Åbo, död 8 augusti 1857 i Helsingfors, var en finländsk affärsman, filosofie doktor inom kemi och bergsråd. Han grundade dryckesfabriken Hartwall i Helsingfors 1836 tillsammans med Pehr Adolf von Bonsdorff. De började tillverka mineralvatten. Efter att Bonsdorff dog 1839 köpte Victor privilegiet av Hartwall och döpte det efter sig själv.

## Biografi
Victor Hartwall föddes år 1800 som son till en köpman och industriman i Åbo. Släkten kommer ursprungligen från Tavastehustrakten.
Victor Hartwall var det enda barnet i familjen som nådde vuxen ålder. Redan i unga år var han intresserad av olika slags experiment. Han studerade kemi och blev docent år 1824 vid Åbo akademi. Han studerade även i Uppsala och fortsatte som vetenskapsman vid Helsingfors universitet. År 1839 kallades han till ledamot av Finska Vetenskaps-Societeten.
På rekommendation av J. J. Berzelius i Sverige hade han kallats att 1828–1829 inrätta och sätta i gång en mineralvattenfabrik i Odessa. Genast efter att Hartwall återvänt till Finland började han planera att bygga en egen vattenfabrik. Tillsammans med Adolf von Bonsdorff, som var professor i kemi vid universitetet, startade Hartwall 1832 i Helsingfors en inrättning för beredning av mineralvatten.
I ungefär fyrtio år fanns Hartwalls mineralvattenfabrik i källaren till Hartwalls gård vid Fabiansgatan 20, där universitetets förvaltningsbyggnad numera står. På 1870-talet flyttades fabriken till det så kallade Salgrenska huset på Alexandersgatan 26, i närheten av Senatstorget. Mot slutet av 1800-talet flyttade fabriken till en egen fastighet på Kalevagatan. Vid denna tidpunkt leddes verksamheten av den tredje generationen Hartwall. Produkterna från Victor Hartwalls mineralvattenfabrik, de hälsobringande mineralvattnen, fanns till salu på två olika ställen.
På nyårsdagen 1857 fick Victor Hartwall ett slaganfall och han dog, relativt ung, samma sommar. Därefter tog Victor Hartwalls son August Ludvig Hartwall över verksamheten.